# Argémone mexicaine
Argemone mexicana
Espèce
Synonymes
- Argemone leiocarpa Greene

Classification phylogénétique
L'Argémone mexicaine, ou Faux chardon du Mexique, (Argemone mexicana L.), est une espèce de plantes à fleurs de la famille des Papavéracées. C'est une plante herbacée annuelle épineuse dont l’aire d’origine s’étend du centre du Mexique jusqu’au Honduras.
C’est une plante avec des feuilles épineuses et d’élégantes fleurs jaunes qui a été introduite dans de nombreux pays tropicaux secs où elle s’est naturalisée. Elle se répand principalement associée aux cultures agricoles et aux friches. La plante est toxique et particulièrement ses graines.
Argemone mexicana est appelé également Chardon de Gorée, Chardon bénit des Antilles, Chadwon mabré, Zèb dragon (créole des Antilles), Pavot épineux (en espagnol cardosanto, chicalote et au Mexique adormidera, adormidera espinosa).
L’huile extraite des graines sert à protéger le bois des attaques de termites au Nigéria alors qu’en Inde, au Mexique et aux Antilles, elle sert parfois à fabriquer du savon, au graissage et à l’éclairage. Si de grandes quantités de graines d'argémone sont utilisées pour falsifier l’huile de moutarde ou l’huile de sésame, il en résulte des œdèmes et des glaucomes chez ses consommateurs.

## Nomenclature et étymologie
L’espèce a été décrite et nommée Argemone mexicana par Carl Linné en 1735 dans Species Plantarum 1: 508–509.
Le nom de genre Argemone est emprunté au grec ancien ἀργεμώνη, ης (ἡ) / argemônê « argémone », une sorte de pavot selon Dioscoride II, 177 qui servait à traiter la cataracte.
L’épithète spécifique mexicana est un terme de latin scientifique signifiant « du Mexique ».

## Synonymes
D’après POWO, le nom valide Argemone mexicana possède 20 synonymes:
Synonymes homotypiques
- Argemone mexicana var. typica Prain (1895), not validly publ.
- Echtrus mexicanus (L.) Nieuwl. (1914)
- Papaver mexicanum (L.) E.H.L.Krause (1902)

Synonymes hétérotipiques
- Argemone alba Raf. (1817)
- Argemone alba var. leiocarpa Fedde (1909)
- Argemone leiocarpa Greene in Pittonia 3: 345 (1898)
- Argemone leiocarpa var. mexicanoides Fedde (1909)
- Argemone leiocarpa var. ochroleucoides Fedde (1909)
- Argemone mexicana var. anacanthoidea Fedde (1909)
- Argemone mexicana subvar. inermis Fedde (1909)
- Argemone mexicana f. leiocarpa (Greene) Ownbey (1958)
- Argemone mexicana var. lutea Kuntze (1891)
- Argemone mexicana var. ochroleuca Britton (1901), nom. illeg.
- Argemone mexicana var. parviflora Kuntze (1891)
- Argemone mucronata Dum.Cours. ex Steud. (1840)
- Argemone sexvalvis Stokes (1812)
- Argemone spinosa Gaterau (1789)
- Argemone spinosa Moench (1794)
- Argemone versicolor Salisb. (1796)
- Echtrus trivialis Lour. (1790)

## Description
Argemone mexicana est une plante herbacée, épineuse, annuelle ou parfois vivace de courte durée, de 20 à 100 cm de hauteur,. Ses tiges généralement courtes, sont ramifiées, et munies d'aiguillons clairsemés.
Ses feuilles basilaires denses sont portées par un pétiole de 5–10 mm et possèdent un limbe glauque à taches bleu-vert, plus pâle sur la partie inférieure, largement oblancéolé ou obovale à elliptique, de 5-20(-25) cm de long sur 2,5-7,5(-8) cm de large, glabre, légèrement épineux sur les nervures, à base cunéiforme, à bord pennatipartite, et apex aigu ; les lobes sont bordés de dents ondulées, et de dents épineuses apicalement.
 Les feuilles caulinaires sont alternes, semblables aux feuilles basilaires, mais les feuilles supérieures sont plus petites et sessiles, souvent subamplexicaules.
Les boutons floraux sont ovoïdes, d’env. 1,5 cm. Les fleurs sont solitaires, parfois en cymes peu fleuries à pédicelle très court.
La fleur comporte deux (ou trois) sépales cymbiformes d’env. 1 cm, avec apex éperonné, glabre ou peu épineux ; ces sépales se détachent quand le bourgeon floral s’ouvre. Les 6 pétales sont jaunes (ou orange), largement obovales, de 1,7 à 3 cm, à base largement cunéiforme et apex arrondi. Les nombreuses étamines portent des anthères étroitement oblongues, de 1,5–2 mm, enroulées après déhiscence. L’ovaire est elliptique ou oblong, de 7–10 mm, à épines explicites ; les styles très courts portent des stigmates rouge foncé, 4-6-lobés.
Les fleurs sont mellifères.
Le fruit est une capsule oblongue à largement elliptique, de 2,5–5 cm de long sur 1,5–3 cm de large, à épines, à 4-6 valves déhiscentes de l'apex à 1/4-1/3 de la longueur de la capsule. Les graines sphériques, brun noir, de 1,5–2 mm de diamètre, visiblement tessellées. Il y a plusieurs centaines de graines par capsule.
Sous les tropiques, Argemone mexicana fleurit et fructifie toute l’année. Les fleurs s’ouvrent tôt le matin, et durent de 2 à 3 jours. Les principaux pollinisateurs sont de petites abeilles sans dard, mais Argemone mexicana est avant tout autogame.

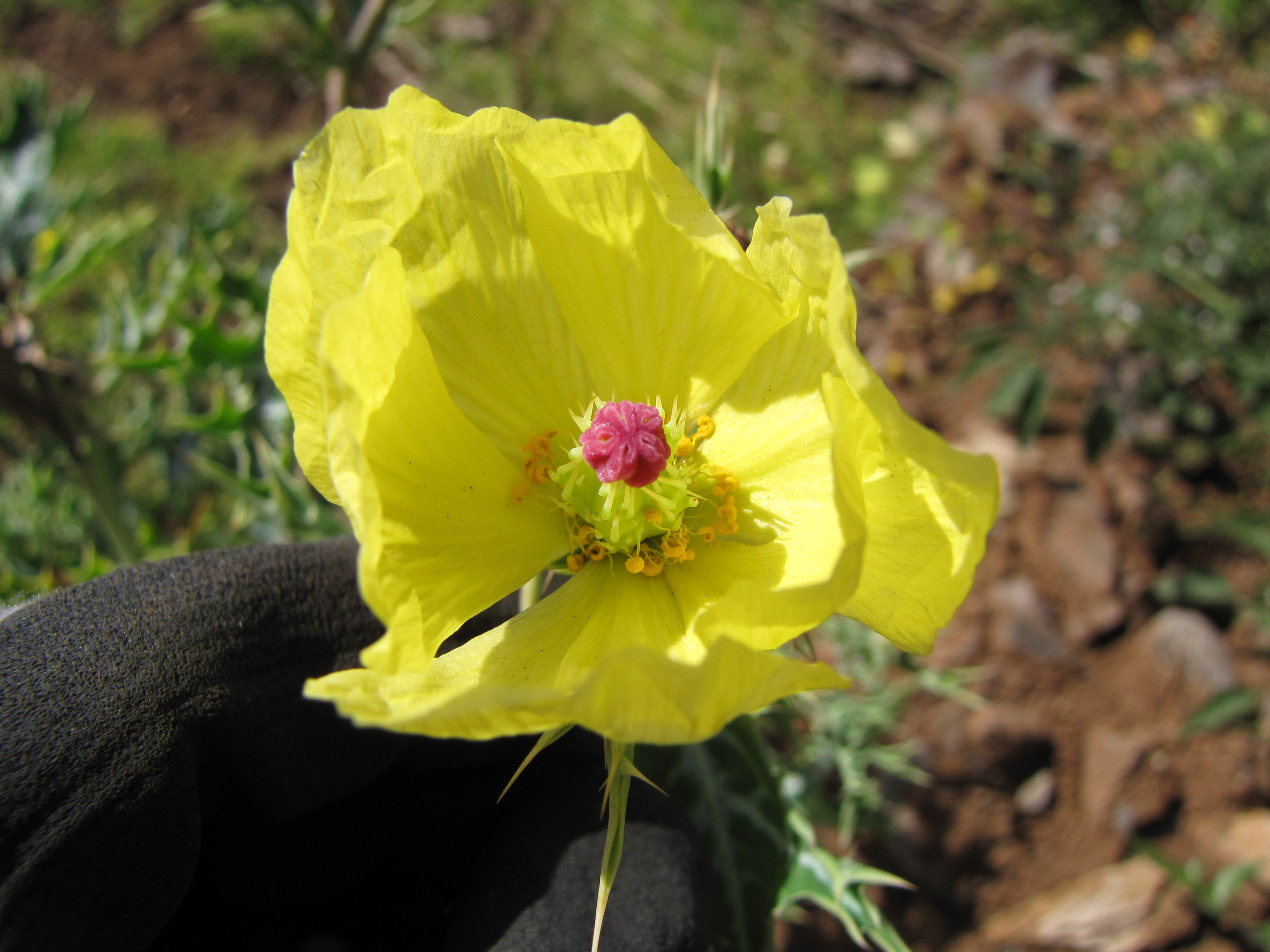
Fleur, stigmates rouges.
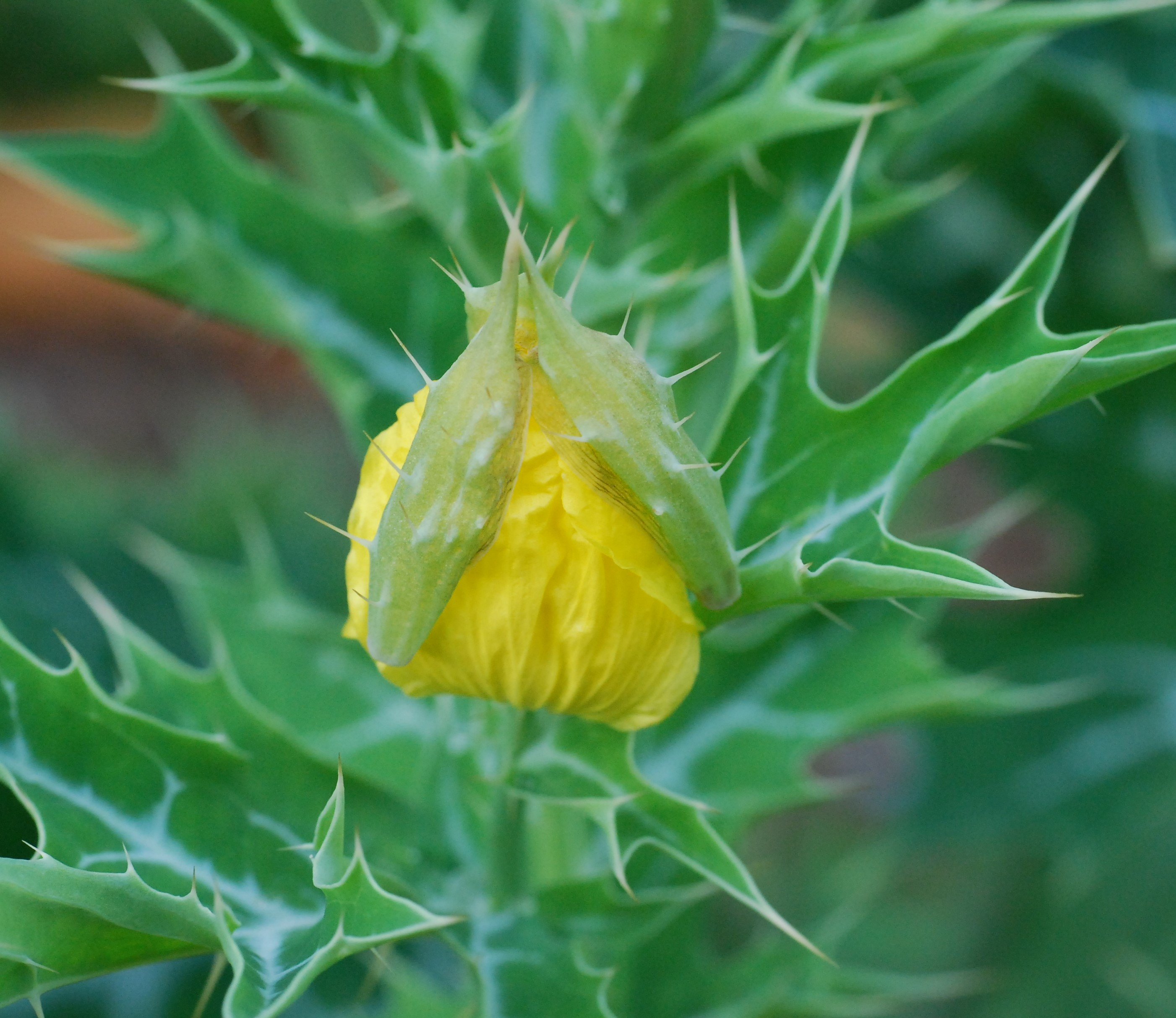
Bourgeon floral, sépales caducs.
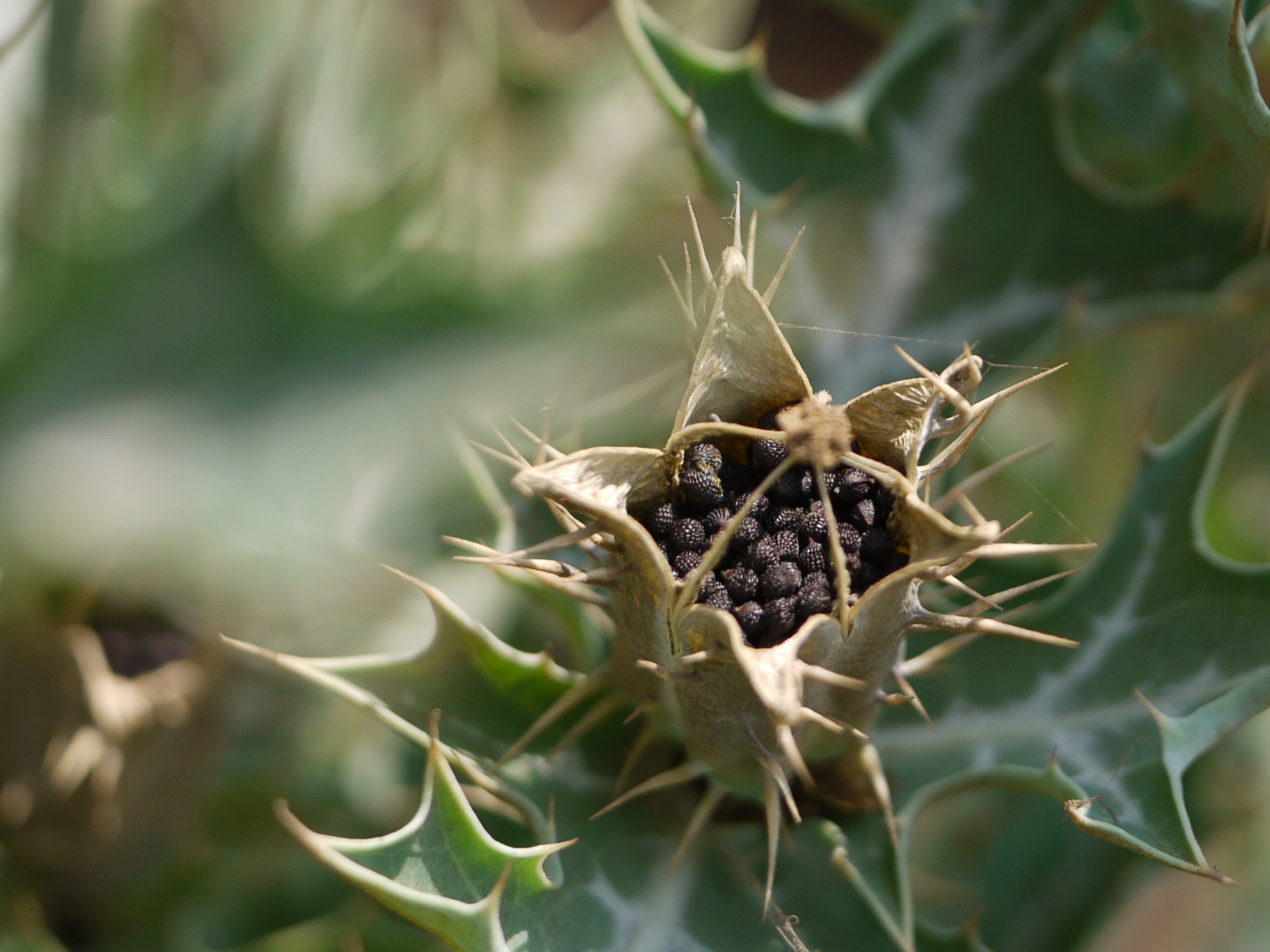
Capsule ouverte, graines noires.

## Distribution
L’aire d’origine de l’argémone mexicaine s’étend du centre du Mexique jusqu’au Honduras : Belize, El Salvador, Guatemala, Haïti, Honduras, Mexique Central, Mexique Sud-Est, Mexique Sud-Ouest, Nicaragua.
Elle a été introduite dans un grand nombre de pays tropicaux et subtropicaux.
C'est une plante annuelle qui pousse principalement dans le biome tropical à saison sèche marquée. Elle pousse sur les terrains vagues ouverts, le long des routes et des voies ferrées, dans les champs comme mauvaise herbe.
On la trouve entre autres dans les zones arides du nord du Mexique et du sud des États-Unis, en Afrique de l’Ouest, en Inde et Chine (sur les côtes). Elle s’est aussi installée dans la plupart des pays africains, depuis le Cap-Vert jusqu’en Somalie et en Afrique du Sud. Elle a été introduite dans les Antilles, à La Réunion ainsi que dans de nombreux pays arides des deux hémisphères. À La Réunion, elle se trouve un peu partout dans l'arrière littoral et surtout dans la zone sèche sous le vent. Elle orne les champs et les chemins de l'île, fleurissant deux fois par an. En maraîchage elle peut devenir, une contrainte importante si elle n'est pas maîtrisée en début de culture.
Caractère envahissant
A. mexicana est une mauvaise herbe annuelle répandue principalement associée aux cultures agricoles et aux friches qui peut aussi être envahissante. Elle est signalée comme envahissante dans de nombreux pays d'Asie, d'Afrique, des Caraïbes et des Amériques, et d'Océanie (Australie et un certain nombre d'États insulaires du Pacifique) et en Nouvelle-Calédonie, où elle a été introduite en 1900.

## Usages
Une quarantaine de composés phytochimiques bioactifs ont été extraits de l’Argemone mexicana : des alcaloïdes (sanguinarine, berbérine, oxyberbérine, argémexirine, (-)-argémonine, protopine etc.), des terpénoïdes, des stéroïdes, des glucides (lactose, arabinose), des alcools à longue chaine, des acides aminés (cystéine, phénylalanine), des flavonoïdes (lutéoline, ériodictyol, quercétine, rutine etc.), des acides phénoliques et aromatiques.
Des extraits de la plante montrent de nombreuses activités (in vitro) comme des activités antibactériennes, anti-inflammatoires, cytotoxiques, anti-VIH etc.
Le département de médecine traditionnelle du Mali a reconnu A. mexicana comme un phytomédicament normalisé pour le traitement à domicile du paludisme.
La berbérine à petite dose améliore la circulation sanguine et possède également des propriétés hallucinogènes. Mais une overdose entraîne la mort par paralysie du système nerveux central. Elle a d’autres effets pharmacologiques, notamment une activité spasmolytique, une activité antibactérienne, et dans une certaine mesure une activité antifongique et antiprotozoaire. Pour l’essentiel, la berbérine se forme dans les fleurs.
Cette espèce produit un latex jaune, utilisé traditionnellement pour lutter contre les verrues.
Les graines d’Argemone mexicana contiennent 35–40 % d’une huile jaune orangé constituée principalement d’acide linoléique (54–61%) et d’acide oléique (21–33%) mais aussi de la sanguinarine, un composé toxique à des concentrations pouvant atteindre 10 g/l. Des mélanges accidentels de graines d’Argemone mexicana avec des céréales ou des oléagineux ont provoqué des décès dans plusieurs pays, dont l’Afrique du Sud.
Au Nigeria, l’huile des graines s’emploie pour protéger le bois des attaques de termites, alors qu’en Inde, au Mexique et aux Antilles, elle sert parfois à fabriquer du savon, au graissage et à l’éclairage. L’huile des graines d’Argemone mexicana, appelée « huile d’argémone » ou « huile de katkar », est parfois ajoutée à l’huile de moutarde en Inde pour en augmenter le piquant. Si de grandes quantités sont utilisées pour falsifier l’huile de moutarde ou l’huile de sésame, il en résulte des œdèmes et des glaucomes chez ses consommateurs.
Toxicité
Ibrahim HA. et Ibrahim H. (2009) ont montré que des extraits de la plante avaient une toxicité aigüe sur la souris (LD50=400 mg/kg de poids corporel) lorsqu'il est administré par voie intrapéritonéale aux sujets. L’huile extraite des graines possède aussi une toxicité sur les animaux, qui serait due à la sanguinarine, un alcaloïde. La sanguinarine est le composant causal du glaucome et de l'hydropisie épidémique, une maladie ayant entrainé la neuroparalysie et la mort de plusieurs personnes.
La ressemblance entre les graines de moutarde et d’Argemone mexicana  est la cause du mélange accidentel d'huiles, même si la période de floraison n'est pas la même.
Les vaches évitent la plante alors que les moutons et les chèvres n’en mangent que lorsque les autres végétaux sont peu abondants, mais les autruches en raffolent.
L’argémone du Mexique est parfois cultivée comme plante ornementale.
Production
Argemone mexicana n’est utilisé qu’à l’échelle locale, et il n’y a pas de commerce international. En Afrique, sa culture comme oléagineux pour les marchés intérieurs est signalée au Mali et en Érythrée.

## Galerie

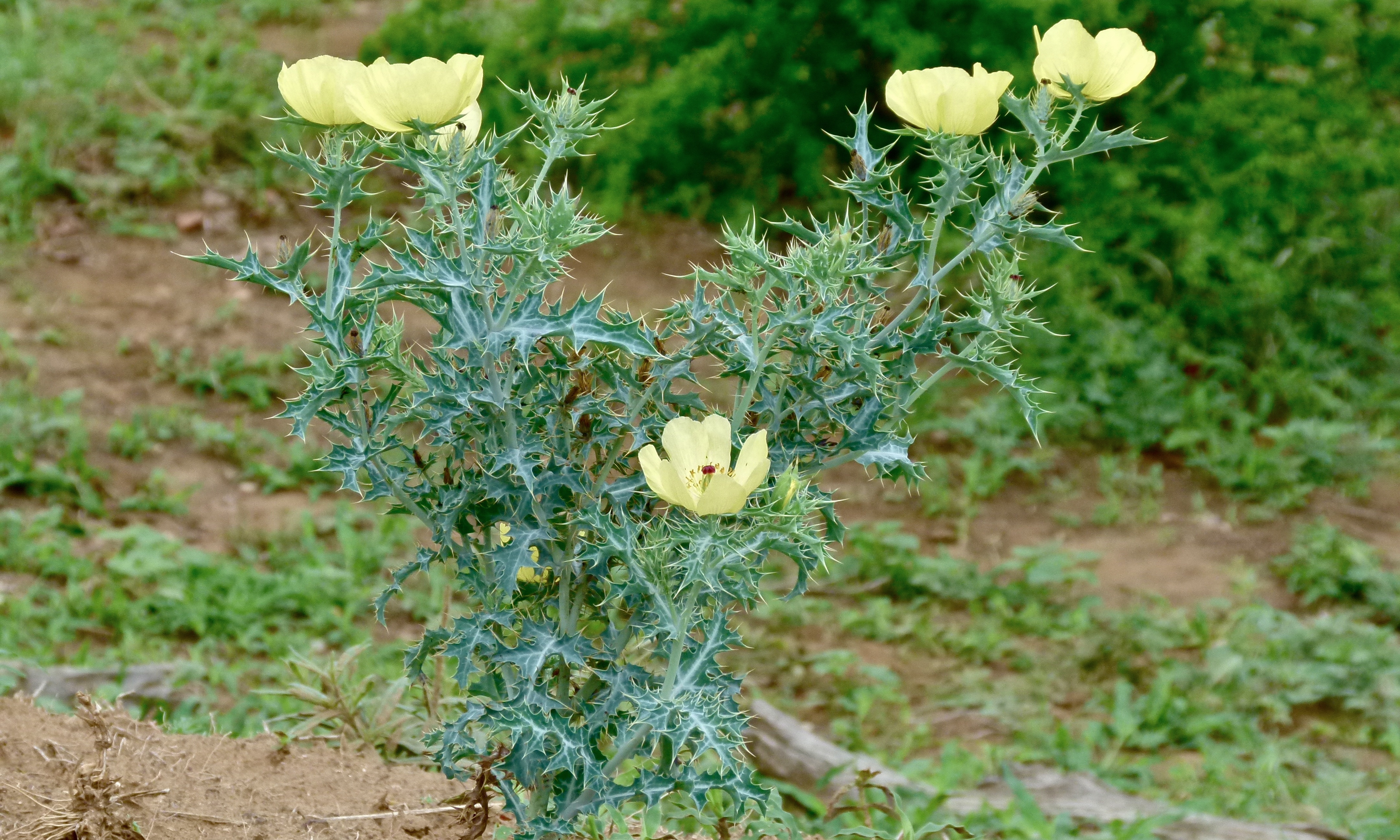
Argemone mexicana (Parc national Kruger, en Afrique du Sud).
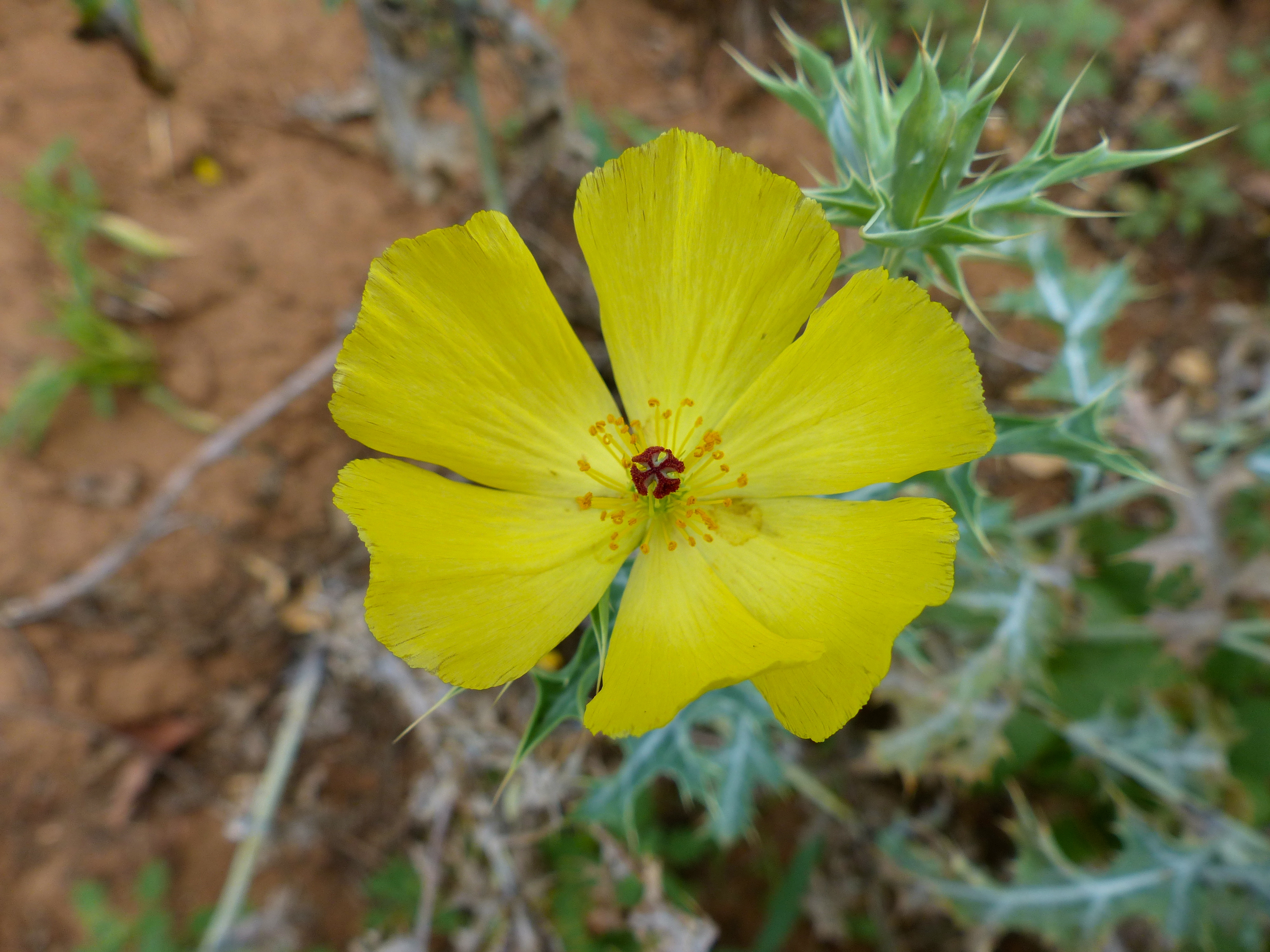
Détail de la fleur.
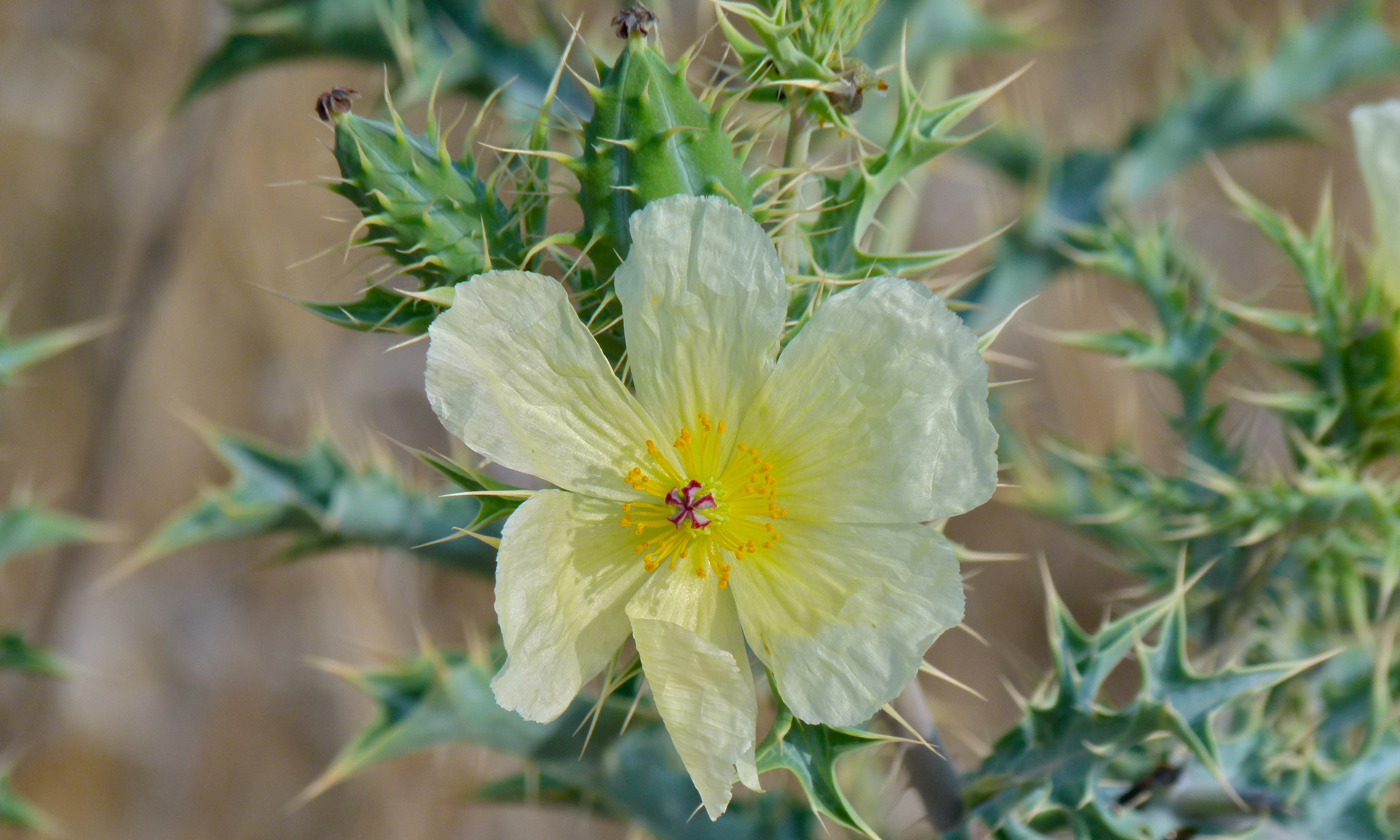
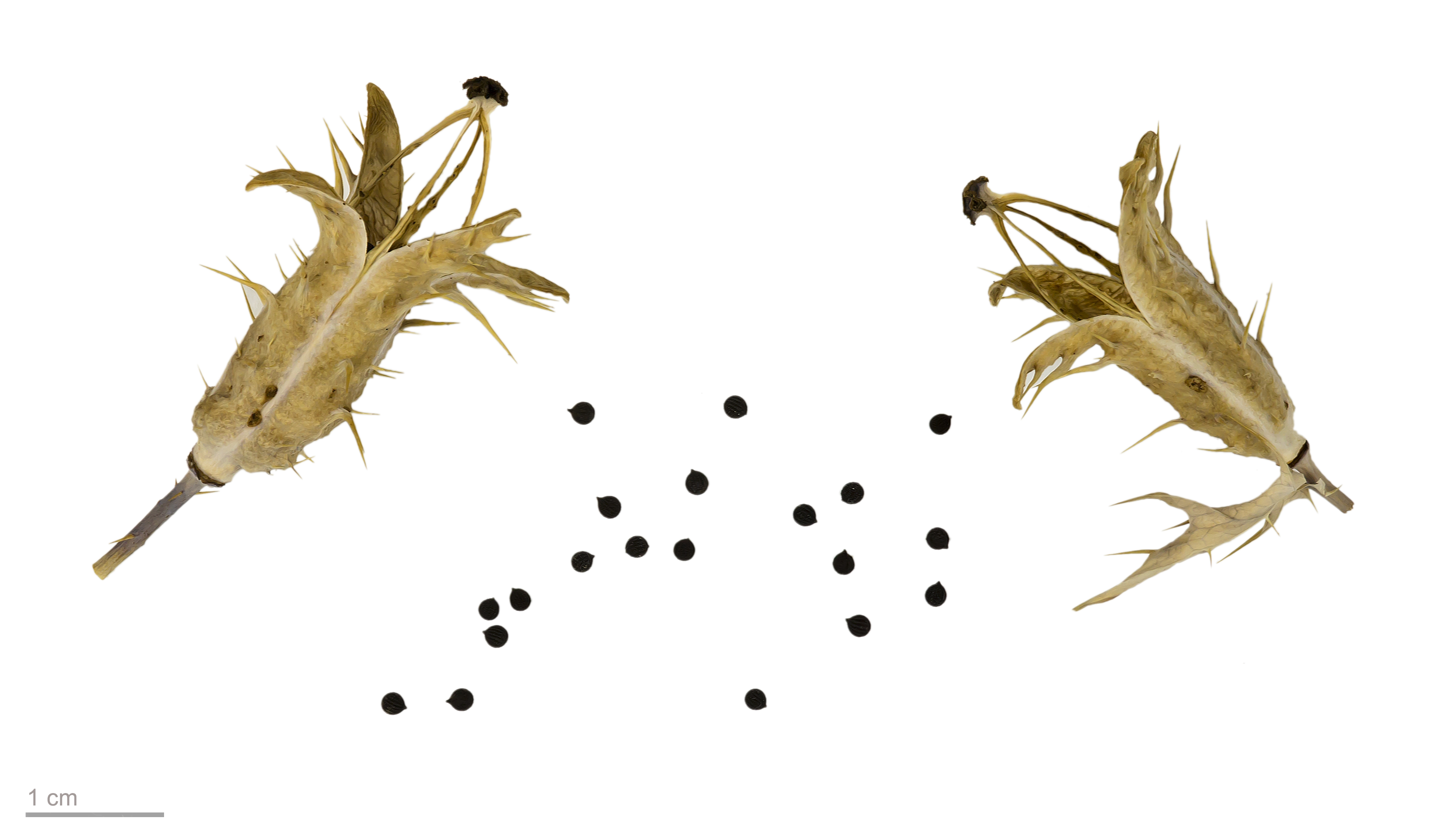
Argemone mexicana - capsule et graines.